# Geisbock
Geisbock war ein Ortsteil im Stadtteil Hand der Stadt Bergisch Gladbach  im Rheinisch-Bergischen Kreis. Er bildet mittlerweile mit Duckterath einen geschlossenen Siedlungsbereich, so dass er nicht mehr als eigenständiger Ortsteil wahrgenommen wird.

## Lage und Beschreibung
Geisbock lag hauptsächlich in der Umgebung der heutigen Häuser Duckterather Weg 62 und 64. Auf dem Hof Duckterather Weg 64 befand sich lange Zeit eine Deckstation für Ziegen. Eine frühere Gastwirtschaft war nach dem Ortsteil benannt.

## Geschichte
Carl Friedrich von Wiebeking benennt die Hofschaft auf seiner Charte des Herzogthums Berg 1789 als Geisber. Aus ihr geht hervor, dass Geisbock zu dieser Zeit Teil der Honschaft Paffrath im Kirchspiel Paffrath war.
Unter der französischen Verwaltung zwischen 1806 und 1813 wurde das Amt Porz aufgelöst und Geisbock wurde politisch der Mairie Gladbach im Kanton Bensberg zugeordnet. 1816 wandelten die Preußen die Mairie zur Bürgermeisterei Gladbach im Kreis Mülheim am Rhein. Mit der Rheinischen Städteordnung wurde Gladbach 1856 Stadt, die dann 1863 den Zusatz Bergisch bekam.
Der Ort ist auf der Topographischen Aufnahme der Rheinlande von 1824 und auf der Preußischen Uraufnahme von 1840 als Geisbock verzeichnet. Ab der Preußischen Neuaufnahme von 1892 ist er auf Messtischblättern regelmäßig als Geisbock verzeichnet.
| Jahr | Einwohner | Wohn- gebäude | Kategorie | Politische / kirchliche Zugehörigkeit                                                             |
| ---- | --------- | ------------- | --------- | ------------------------------------------------------------------------------------------------- |
| 1822 | 7         |               | Hofstelle | Bürgermeisterei Gladbach, Kirchspiel Paffrath (Geisbach bezeichnet)                               |
| 1830 | 8         |               | Hofstelle | Bürgermeisterei Gladbach, Pfarrgemeinde Paffrath (Geisbach bezeichnet)                            |
| 1845 | 21        | 3             | Hofstelle | Bürgermeisterei Gladbach, Gemeinde Gronau, katholische Pfarre Gladbach                            |
| 1871 | 11        | 2             | Hofstelle | Stadt Bergisch Gladbach / Bürgermeisterei Bergisch Gladbach                                       |
| 1885 | 19        | 3             | Wohnplatz | Stadt Bergisch Gladbach / Bürgermeisterei Bergisch Gladbach                                       |
| 1895 | 21        | 4             | Wohnplatz | Stadt Bergisch Gladbach / Bürgermeisterei Bergisch Gladbach                                       |
| 1905 | 75        | 8             | Wohnplatz | Stadt Bergisch Gladbach / Bürgermeisterei Bergisch Gladbach, katholische Pfarre Bergisch Gladbach |